# Survêtement

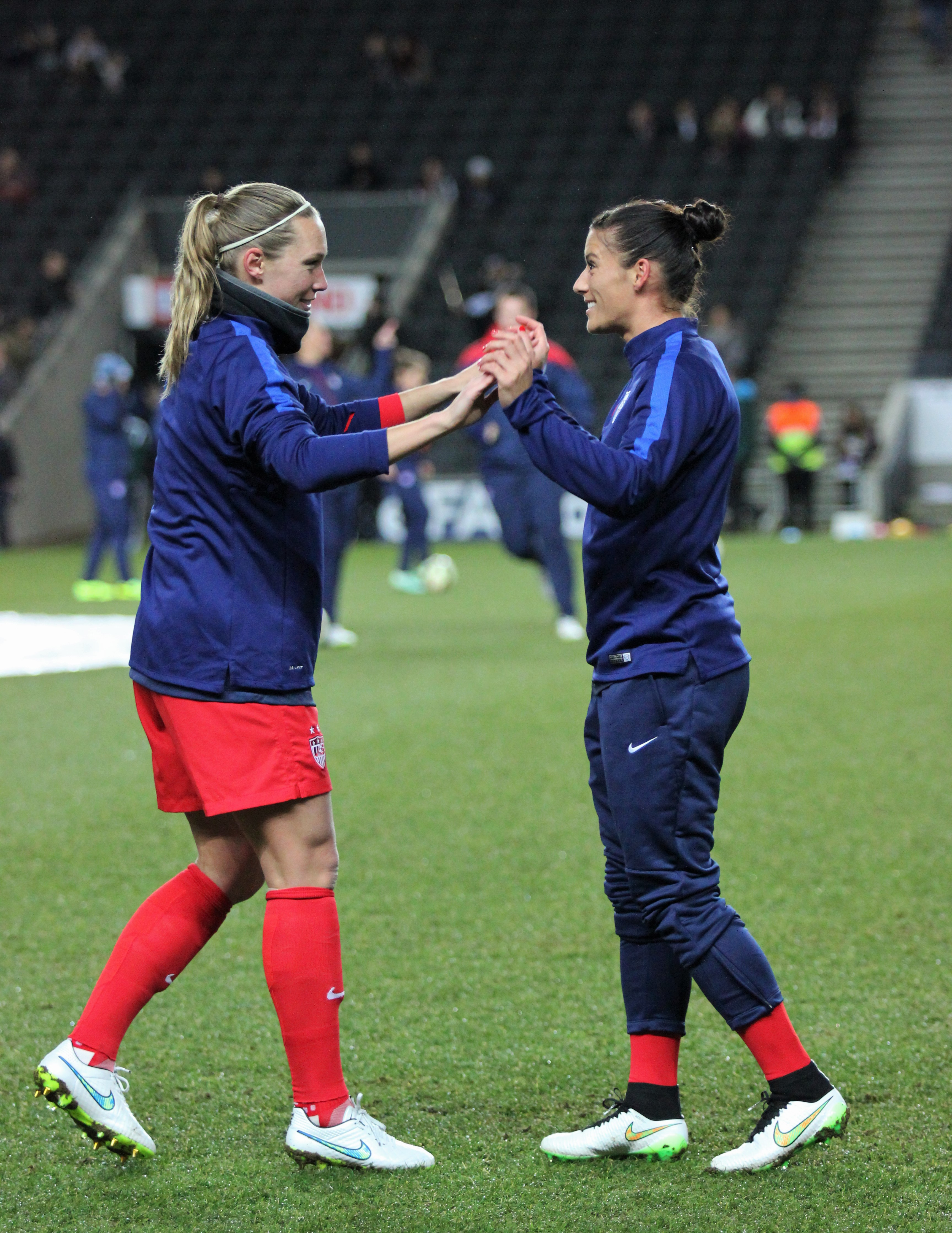
Échauffement avant un match de football.

Un survêtement, appelé aussi training en Belgique et en Suisse, ou encore jogging pour désigner le pantalon ou bien l'ensemble, est un vêtement de sport, pour les échauffements ou les présentations officielles.
Il se caractérise par une taille élastique et une forme molle, adaptée à toutes les morphologies, et ainsi androgyne. Le pantalon mou, qui ne se boutonne pas mais s’enfile, est un prolongement du caleçon long, longtemps réservé à un usage d’intérieur ou strictement limité à l’exercice sportif.
Son utilisation initiale était de recouvrir les vêtements de sport (typiquement un short et un maillot) tout en pouvant s'enlever facilement pour passer à la compétition. Les survêtements étaient conçus avec l'idée que si les muscles des sportifs se refroidissaient, leurs performances s'en voyaient réduites. Il permet en effet de maintenir la chaleur du corps entre 38 et 39 degrés Celsius, température atteinte après un échauffement et qui permet un rendu optimum des muscles et des tendons.

## Histoire
Le premier survêtement est celui porté par un athlète britannique, coureur de 200 mètres, Oliver Johnson Schofield[réf. nécessaire]. Il portait souvent une cravate librement nouée avec sa tenue durant la compétition, avec l'idée qu'un gentleman ne devrait jamais être vu dans une tenue sans une cravate. 
Au début des années 1920, les sportifs professionnels commencent à porter des tenues de sport spécifiques, destinées à tenir leurs muscles au chaud avant ou après la compétition. Le survêtement, « à mi-chemin entre le pyjama et le pantalon, provient à la fois du vêtement du dessous, en jersey, molleton et coton, et du vêtement de ski. » Le film Les Chariots de feu, sorti en 1981, illustre l'utilisation de survêtements en velours durant les Jeux olympiques d'été de 1924. En 1928, le coureur de fond finlandais Paavo Nurmi en porte un aux Jeux olympiques d’Amsterdam.
En 1939, Le Coq sportif lance un survêtement grand public français, sous le nom de « costume du dimanche »,.
En 1964, Adidas commence à produire des survêtements à usage de loisirs. Cependant, ils sont exclusivement utilisés comme vêtements de sport. 
L'émergence du survêtement en tant qu'article de mode remonte aux années 1970 et au début des années 1980, alors que l’engouement pour le sportswear est en plein développement ; son utilisation détournée est popularisée par le hip-hop et la mode de rue, comme beaucoup de vêtements de sports. La demande de survêtement augmenta au vu de la facilité des mouvements que le vêtement procure, notamment pour le break dance.
Le port du survêtement en dehors des terrains de sports devient de plus en plus courant à partir des années 1990 : c'est l’apogée du sportswear. Les fabricants commencent à vendre les vestes et les pantalons séparément depuis un moment déjà. La clientèle féminine est en outre de plus en plus importante, en raison de la vente de survêtements pour femmes qui s'adaptent à la mode. 
Durant le confinement lié à la pandémie de Covid-19, les consommateurs se sont précipités sur l’achat en ligne de pantalons de survêtement comme vêtements d'intérieur.

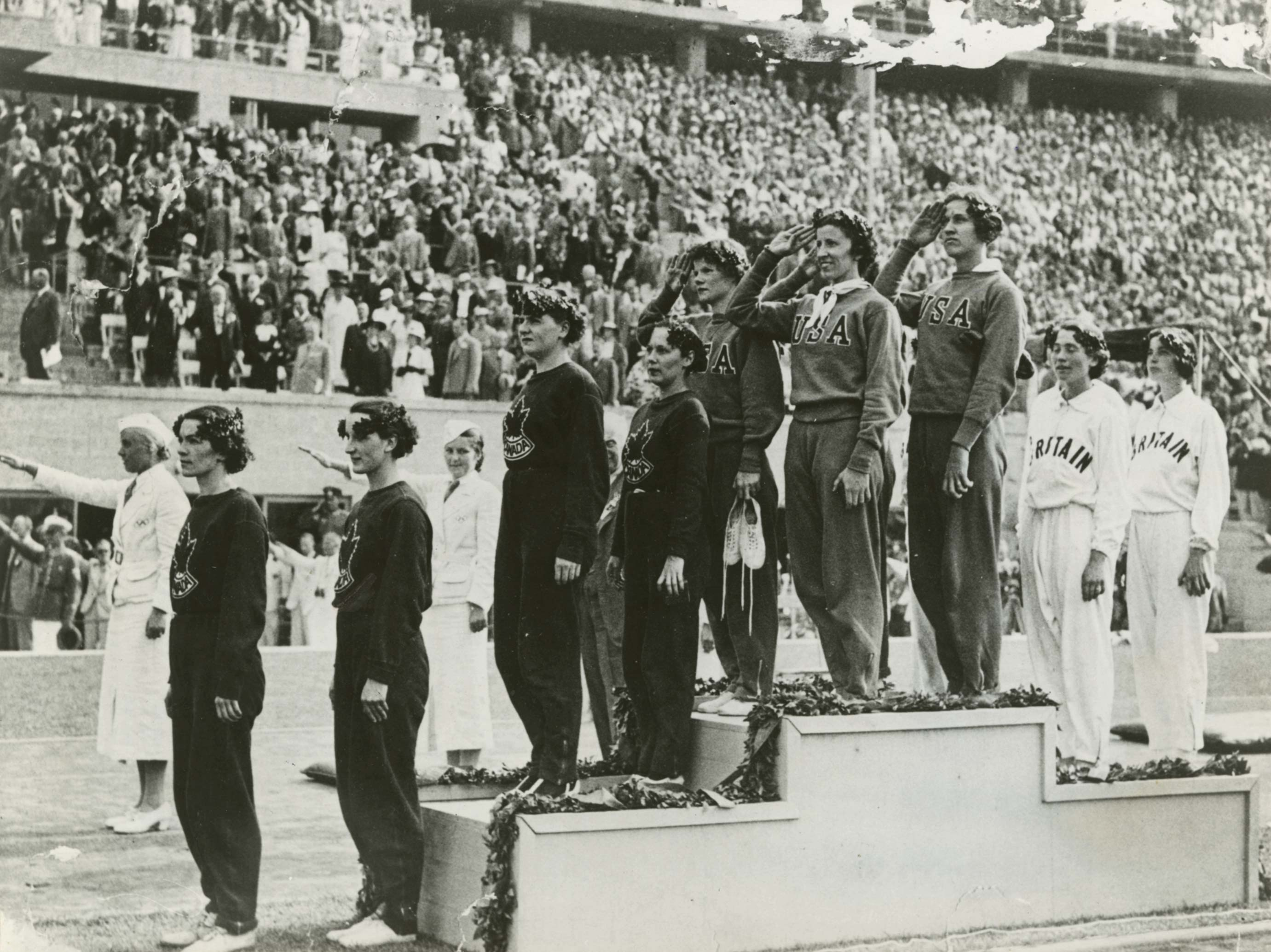
Survêtements en molleton aux jeux olympiques d'été de 1936.
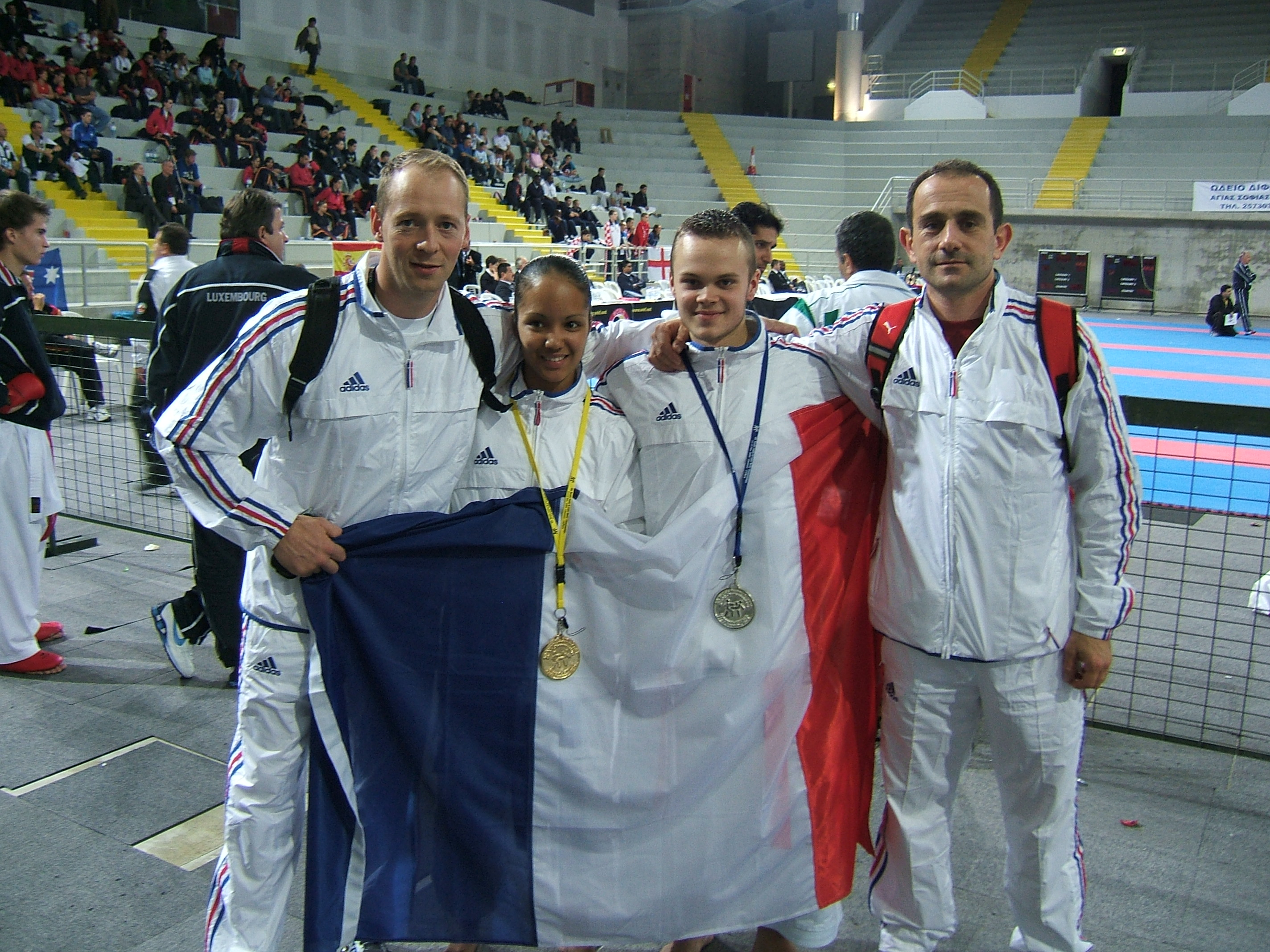
Survêtements aux championnats du monde de karaté juniors et cadets 2005.
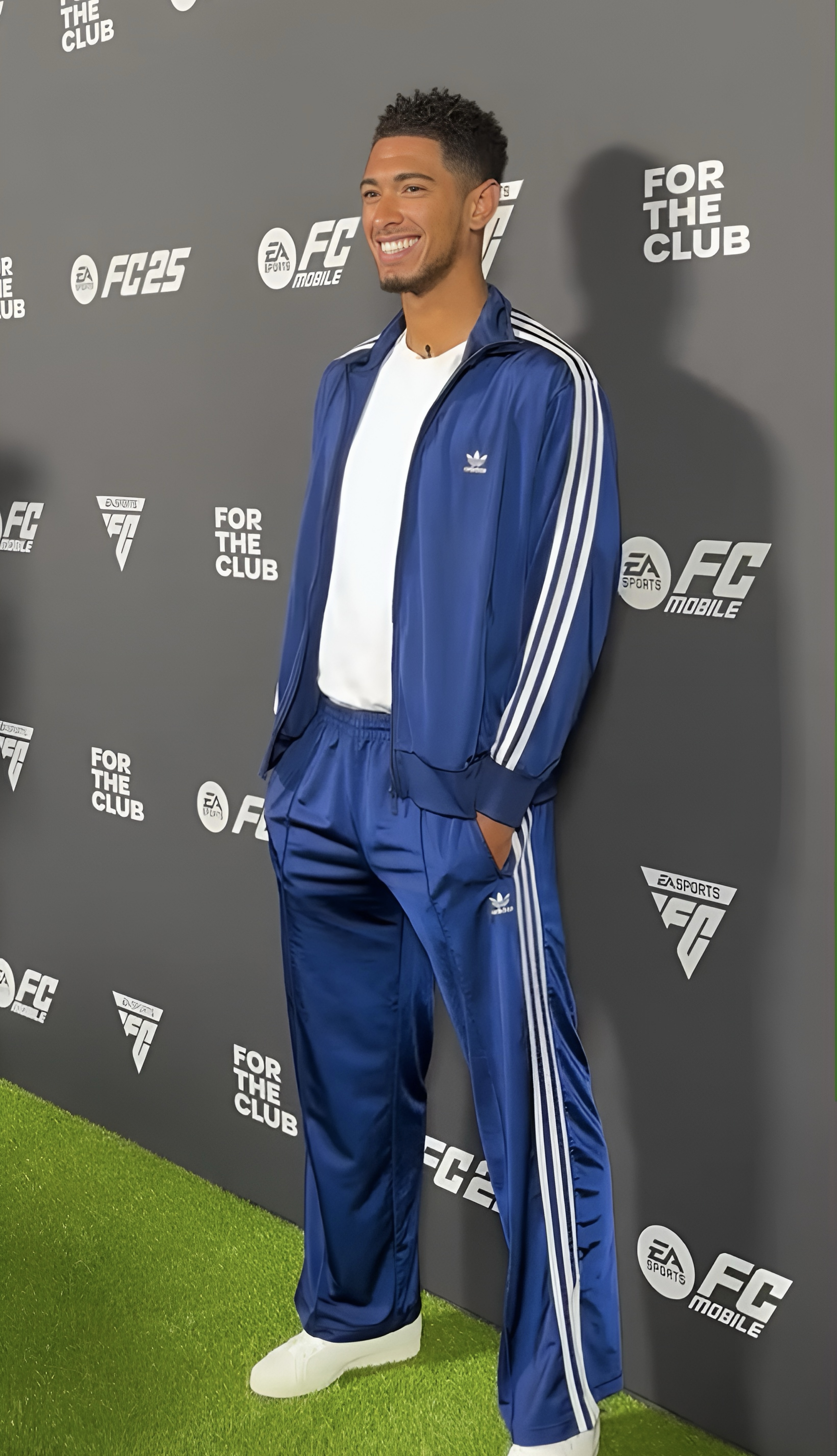
Footballeur Jude Bellingham en 2024.
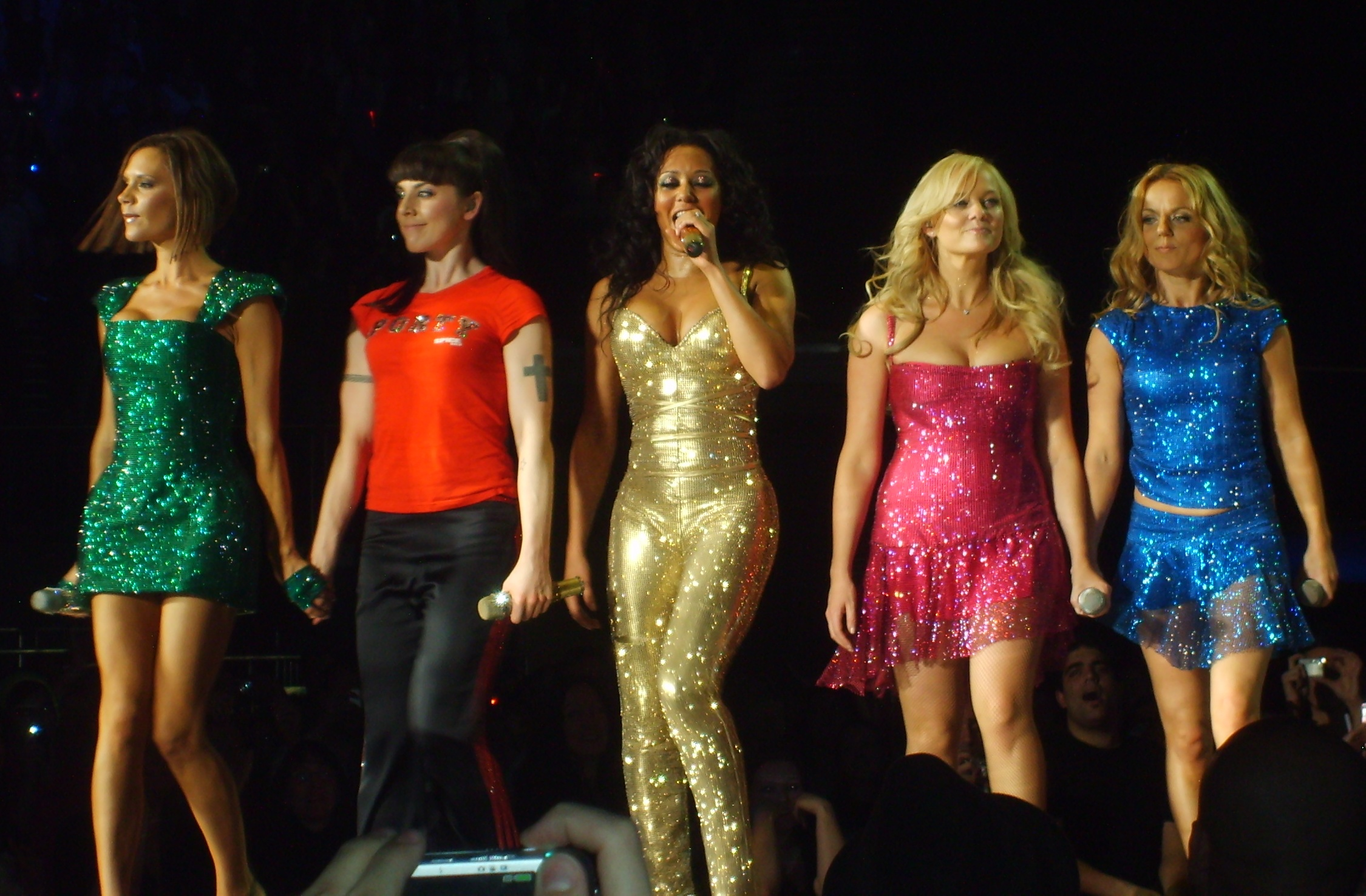
Melanie C Sporty Spice en 2008.
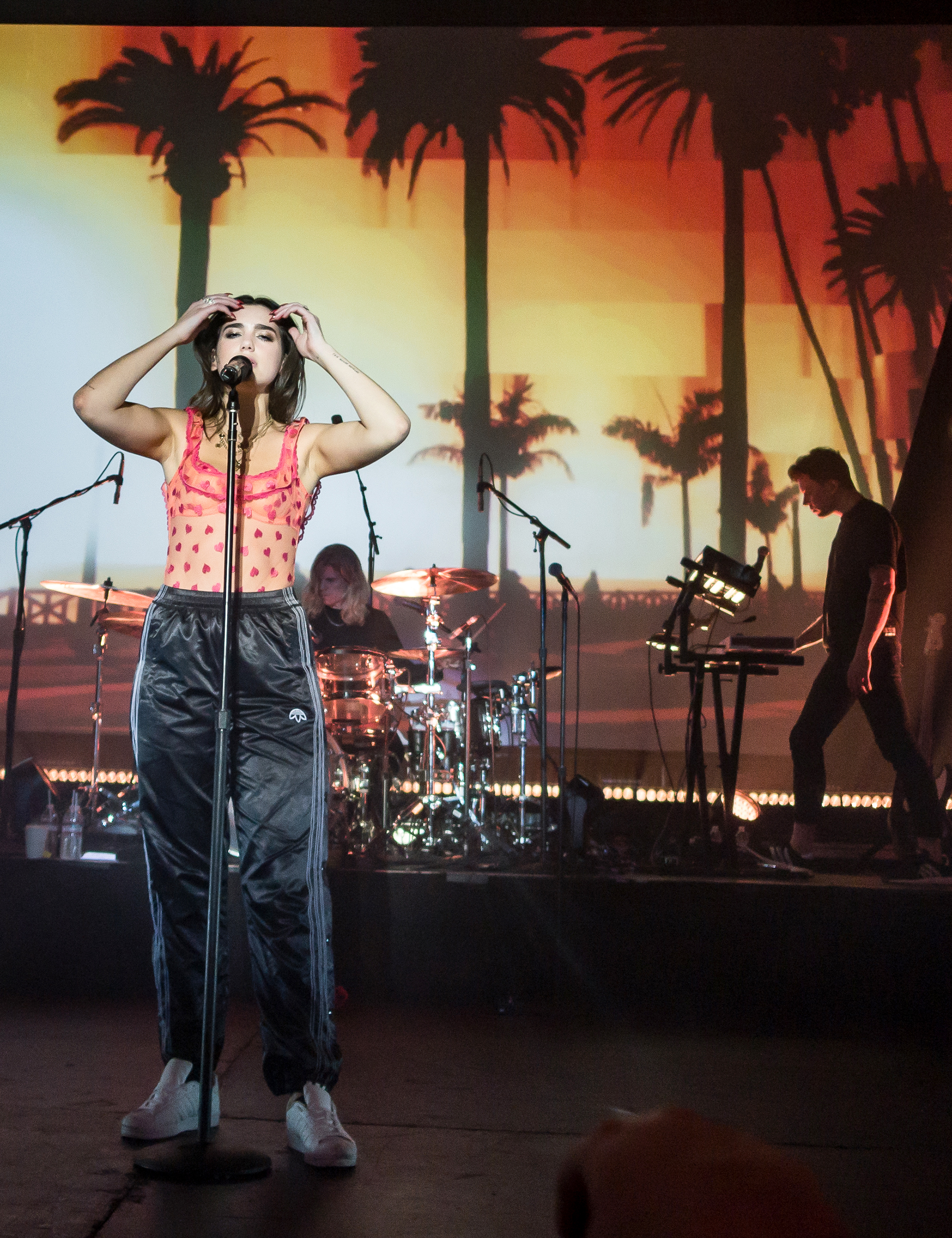
La chanteuse Dua Lipa en 2018.
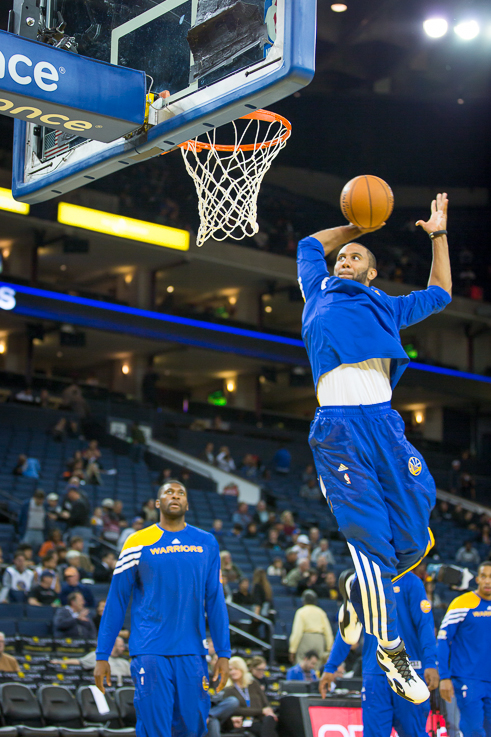
Échauffement avant un match de basketball (Saison NBA 2012-2013).
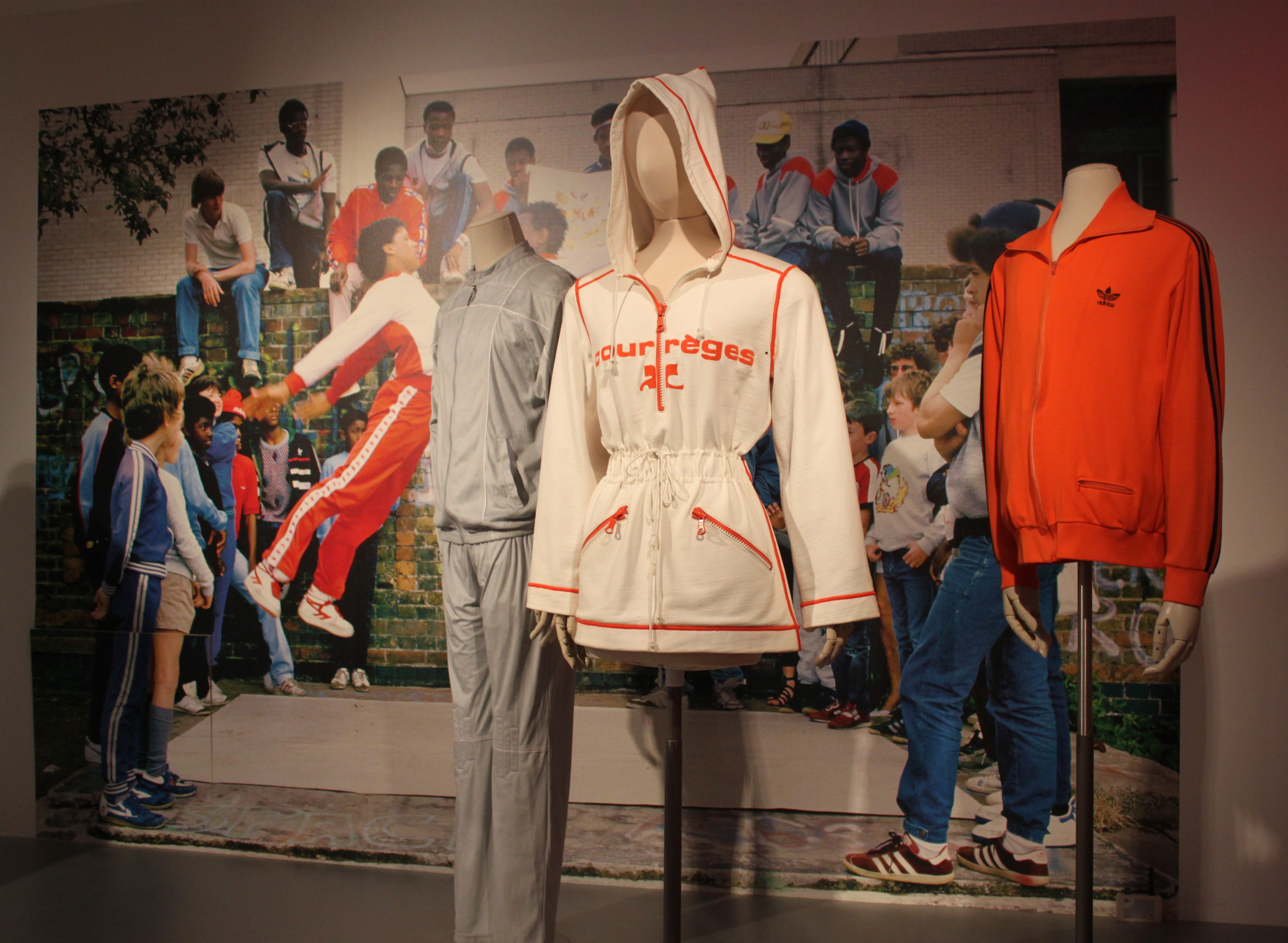
Survêtements. Exposition « Mode et sport », musée des Arts décoratifs, Paris.

## Composition
Le jogging est d’abord en molleton, avant de faire l’objet d’expérimentations techniques avec l’apparition des fibres synthétiques.